# Medaille des Grafen Casa-Roxos
Die Medaille des Grafen Casa-Roxos war eine spanische Auszeichnung und wurde am 10. Juli 1810 gestiftet. Die Medaille sollte den ältesten Sohn des Grafen Don Jago wegen seiner Uneigennützigkeit und seinem großen Patriotismus  ehren.

## Ordensdekoration
Die Ordensdekoration war ein grünes Medaillon umgeben vom Königsmantel. Eine Inschrift „Medello in patriotismo“ zierte die Auszeichnung. Überhöht wurde das von  einem Lorbeerkranz.
Das Ordensband war rot.